# Gare de Bollendorf-Pont
La gare de Bollendorf-Pont était une gare ferroviaire luxembourgeoise de la ligne d'Ettelbruck à Grevenmacher, située dans la localité de Bollendorf-Pont, sur le territoire de la commune de Berdorf, dans le canton d'Echternach.
C'était une gare voyageurs de la Société nationale des chemins de fer luxembourgeois (CFL), avant sa fermeture en 1964.

## Situation ferroviaire
Établie à 171 mètres d'altitude, la gare de Bollendorf-Pont était située au point kilométrique (PK) 21 de la ligne d'Ettelbruck à Grevenmacher, entre les gares aujourd'hui fermées de Grundhof et de Weilerbach.

## Histoire
La gare de Bollendorf-Pont est mise en service par la Compagnie des chemins de fer Prince-Henri, lors de l'ouverture à l'exploitation de la section de Diekirch à Echternach de la ligne d'Ettelbruck à Grevenmacher le 8 décembre 1873.
La gare est fermée le 27 mai 1964, en même temps que le trafic voyageurs sur la section Diekirch-Echternach de la ligne d'Ettelbruck à Grevenmacher.

## Service des voyageurs
Gare fermée depuis le 27 mai 1964. Il ne reste plus aucun vestige de la gare et seul l'arrêt de bus Bollendorf-Pont, Gare desservi par le Régime général des transports routiers rappel son existence.